# زمان (ترانه پینک فلوید)
«زمان» (به انگلیسی: Time) نام چهارمین ترانهٔ آلبومِ نیمه تاریک ماه محصول سال ۱۹۷۳ میلادی اثر گروه موسیقی پراگرسیو راک پینک فلوید است، و تنها ترانه در آلبوم می‌باشد که هر چهار عضوِ گروه در ساخت آن نقش داشته‌ان، گرچه متن ترانهٔ آن توسط راجر واترز نوشته شده‌است. این ترانه دربارهٔ چگونگی لغزش زمان است، درحالی که بیشتر مردم تا وقتی که دیر می‌شود آن را نمی‌فهمند. این ایده زمانی به ذهن راجر واترز آمد که او فهمید دیگر در زندگی‌اش خود را برای چیزی آماده نمی‌کند بلکه در وسط آن قرار دارد.او این درکش را در سنین ۲۸ تا ۲۹ سالگی در مصاحبه‌های مختلف شرح داده است. این ترانه به‌خاطر بخش آغازین آن که با صدای تیک تیک ساعت، چایمز و صدای زنگ ساعت آغاز می‌شود شناخته‌شده‌است. این قسمت در واقع به‌عنوان یک تست کوادروفونیک توسط آلن پارسونز ضبط شده‌بود و قرار نبود در آلبوم استفاده شود.
ترانهٔ «زمان» اشاره به زمانی دارد که در حال گذر است. توهم گذر زمان، سریع‌تر از آنچه که در واقعیت اتفاق می‌افتد و احساس ناامیدی به‌خاطر فرصت‌های از دست‌رفته‌ای که دیگر بازنمی‌گردند.
بخش آغازین آهنگ یا همان بخش تیک تیک ساعت‌ها مدت‌ها به عنوان تیتراژ برنامهٔ تقویم تاریخ از رادیوی سازمان صدا و سیمای جمهوری اسلامی ایران پخش می‌شد.

## نسخه‌های زنده و جایگزین
- نسخهٔ زنده این آهنگ را می‌توان در آلبوم زندهٔ گروه با نام تکانه مشاهده کرد.
- نسخهٔ زنده دیگری هم از آهنگ را می‌توان در آلبوم صدای دلچسب رعد شنید، با این تفاوت که نسخه برگشت قطعهٔ «نفس بکش» همراهش اجرا نشد.

## نسخه‌های بازخوانی شده
- گروه د کیلرز این آهنگ را چندین بار در تورهایش به اجرا درآورد
- گروه هوی متال گادسمک این آهنگ را در در آلبوم زنده ۲۰۱۲ خود بانام Live and Inspired بازخوانی کرد.
- گروه پراگرسیو متال دریم تیتر این آهنگ همراه با سایر آهنگهای آلبوم نیمه تاریک ماه در توری که برای آلبوم شش درجه آشفتگی درونی داشتند به اجرا درآورد.
- گروه د فلیمینگ لیپز آهنگ را همراه با سایر آهنگهای آلبوم در سال ۲۰۰۹ بازخوانی کرد.